# Ortaliella gruneraria
Ortaliella gruneraria is een vlinder uit de familie spanners (Geometridae). De wetenschappelijke naam is voor het eerst geldig gepubliceerd in 1862 door Staudinger.
De soort komt voor in Europa.